# ادواردو گارزنا
ادواردو گارزنا (انگلیسی: Edoardo Garzena; ۴ مهٔ ۱۹۰۰ – ۲۶ مهٔ ۱۹۸۴) بوکسور اهل ایتالیا بود.